# Isogomphodon acuarius
Genre
Espèce
Isogomphodon acuarius est une espèce éteinte de requin de la famille des Carcharhinidae. Son espèce proche est le Isogomphodon oxyrhynchus.

## Synonymes
- Alopecias acuarias
- Aprionodon acuarias
- Aprionodon acuarius
- Carcharhinus acuarius
- Carcharhinus (Aprionodon) gracilis
- Carcharhinus (Aprionodon) lerichei minuta
- Isogomphodon gracilis